# Хеті VI
Хеті VI, Небкара Хеті — фараон з X (Гераклеопольської) династії.

## Життєпис
В Туринському царському списку ідентифікувати його неможливо. Його ім'я було знайдено на написі на камені у Тель-ель-Ратабі. Окрім того, фараон Небкара згадувався у «Повісті про красномовного селянина», одному з пам'ятників давньоєгипетської літератури.